# Ляшко, Евгений Антонович
Евгений Антонович Ляшко (22 июля 1903 — ?) — подполковник ВС СССР, генерал бригады Народного Войска Польского.

## Биография
Русский (согласно советским документам). До 1914 года учился в средней школе Лодзи, после эвакуирован вглубь России. В октябре 1921 года вступил в РККА. Участник сражений против басмачей в 1922 году.
Учился в школе командиров артиллерии особого назначения в 1925—1926 (Москва), был заместителем командира батареи и командиром батареи (с 1932). С февраля 1938 года начальник штаба полка артиллерии. Уволен в запас в июне 1938 года, вернулся на активную службу в июле 1939 года. Преподавал артиллерию в офицерском училище в Ленинграде, с 1941 года преподавал в Томске. Заместитель начальника артиллерийского училища. В июле 1944 года направлен в Войско Польское, заместитель командира офицерского артиллерийского училища в Рязани (позднее в Хельме) по строевой подготовке. С марта 1945 года — командир 3-й Варшавской гаубичной артиллерийской бригады, участник сражений на Одере, Эльбе и за Берлин.
С сентября 1945 года командир 12-й Лужицкой тяжёлой артиллерийской бригады. С августа 1946 года начальник офицерского артиллерийского училища в Торуне (с марта 1951 года Высшего артиллерийского училища), инициатор возведения и открытия памятника артиллеристам в Торуне. В декабре 1946 года произведён в бригадные генералы. С осени 1953 по август 1957 года начальник артиллерии Силезского военного округа во Вроцлаве. Осенью 1957 года вернулся в СССР.

## Награды

### СССР
- Орден Ленина (1946)
- Орден Красного Знамени (1944)
- Орден Красной Звезды (1942)
- Медаль «За освобождение Варшавы»
- Медаль «За победу над Германией в Великой Отечественной войне 1941—1945 гг.»
- Медаль «За взятие Берлина»

### Польша
- Орден «Знамя Труда» I степени (1949)
- Командорский крест Ордена Возрождения Польши (1954)
- Офицерский крест Ордена Возрождения Польши (1946)[2]
- Орден Virtuti Militari V степени(1945)
- Орден «Крест Грюнвальда» III класса (1945)
- Золотой Крест Заслуги (1954 и 1957)
- Медаль «За Варшаву 1939—1945»
- Медаль «За Одру, Нису и Балтику»
- Серебряная медаль «Вооружённые силы на службе Родине» (1954)